# Kiefer Sutherland
Pour les articles homonymes, voir Sutherland.
Kiefer Sutherland est un acteur et chanteur canado-britannique, né le 21 décembre 1966 à Londres (Angleterre).
Il est principalement connu pour son rôle dans la série 24 Heures chrono où il incarne Jack Bauer et pour le film fantastique Dark City d'Alex Proyas.
Il fait partie de la famille Sutherland, reconnue dans le milieu du cinéma.
En outre, Kiefer Sutherland possède sa propre étoile à Hollywood sur le Walk of Fame, au 7024 Hollywood Blvd.

## Biographie

### Enfance et formation
Kiefer William Frederick Dempsey George Rufus Sutherland est né le 21 décembre 1966 dans le quartier londonien de Paddington, à Londres, en Angleterre, au Royaume-Uni.

### Famille
Petit-fils de Tommy Douglas, homme politique d'origine écossaise, Kiefer Sutherland est le fils des acteurs canadiens Shirley Douglas et Donald Sutherland.
Lui et sa sœur jumelle, Rachel, sont nés à Paddington, un quartier de la cité de Westminster, pendant que leurs parents y travaillaient. Son prénom est inspiré de Warren Kiefer, pseudonyme du réalisateur-producteur italien Lorenzo Sabatini qui avait permis à son père de tenir son premier rôle au cinéma en 1964. Il possède les passeports britannique et canadien, par droit du sol pour le premier et par droit du sang pour le deuxième.
Sa famille et lui déménagent ensuite à Los Angeles. En 1970, ses parents divorcent et en 1975, il s'installe avec sa mère à Toronto. Il étudie successivement au St. Andrew's College, au Martingrove Collegiate Institute, au Harbord Collegiate Institute et au Malvern Collegiate Institute.

### Carrière

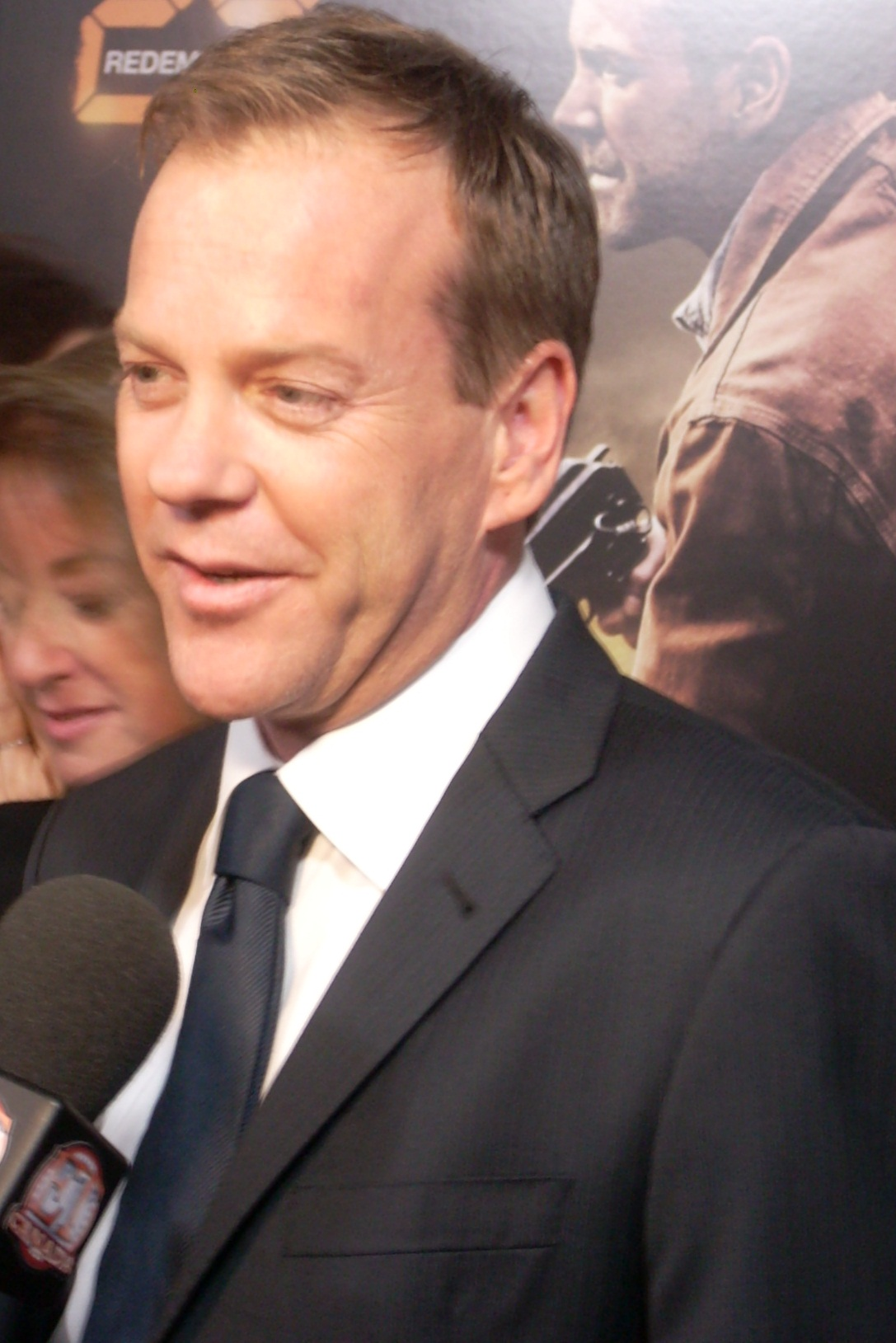
Kiefer Sutherland en 2008 pour l'avant première du téléfilm 24 heures chrono : Redemption.

En 2015, plus de 50 films comptent Kiefer Sutherland dans leur distribution, les plus célèbres sont Stand by Me, The Lost Boys, Des hommes d'honneur (A Few Good Men), L'Expérience interdite (Flatliners), Twin Peaks: Fire Walk with Me, Young Guns, La Disparue, (The Vanishing), Freeway , Dark City, Le Droit de tuer ? (A Time to Kill), The Sentinel ou encore Melancholia.
Son rôle le plus notable est certainement celui de Jack Bauer dans la série télévisée 24 heures chrono pour lequel il avait signé un contrat de 40 millions de dollars pour les trois dernières saisons, faisant de lui l'acteur le mieux payé dans une série dramatique. L'éditeur de jeu vidéo Activision annonça lors de l'E3 2008 qu'il prêterait sa voix à l'un des personnages principaux de Call of Duty: World at War.
Après avoir été annulé en 2010, 24 est commandé pour une mini-série qui constitue ainsi la saison 9, diffusée en mai 2014. Cette mini-série s'intitule 24: Live Another Day. En 2013, l'éditeur de jeu vidéo Konami annonce qu'il prêtera sa voix et son visage à Big Boss, le personnage principal des jeux Metal Gear Solid V: Ground Zeroes et Metal Gear Solid V: The Phantom Pain.
En 2016, il sort Down in a Hole, son premier album studio comme chanteur. Le clip du premier single, Not Enough Whiskey, est dévoilé en avril 2016. Toujours en 2016, il retrouve un premier rôle à la télévision dans la série Designated Survivor. Il est ainsi Tom Kirkman, secrétaire au Logement et au Développement urbain devenu subitement président des États-Unis grâce à son titre de « survivant désigné » après qu'un attentat a frappé le Capitole au cours du discours sur l'état de l'Union, causant la mort du président des États-Unis, du vice-président ainsi que l'ensemble du cabinet et la totalité des membres du Congrès. La série, qui a subi plusieurs changements de directeurs de série et a rencontré de faibles audiences, est une première fois annulée au terme de sa deuxième saison avant d'être renouvelée par la plateforme Netflix. En juillet 2019, la série est une nouvelle fois annulée, un mois après la diffusion de la troisième saison.
En 2018, il apparait aux côtés de l'actrice Helena Bonham Carter ainsi que des acteurs Charles Dance et Brian Blessed, dans la carte Dead of the Night du mode zombies du jeu vidéo Call of Duty: Black Ops IIII, 15e épisode de la franchise Call of Duty.

### Vie privée
Le 12 septembre 1987, Kiefer Sutherland se marie avec Camelia Kath avec laquelle il a une fille, appelée Sarah Jude et née en 1988. Le couple divorce en 1990. Il est par la suite fiancé à Julia Roberts en 1991, mais ils rompent quelques jours avant le mariage. En 1996, il se marie avec Kelly Winn. Le couple se sépare en 1999 et entame une procédure de divorce en 2004. Le divorce est prononcé après quatre années de procédure en 2008.
Suivant la voie de son grand-père, il fait partie du parti politique Nouveau Parti démocratique et il apparaît de temps en temps dans les spots publicitaires du NPD.
L'acteur a des problèmes d'alcool. En 2004, il est condamné à une mise à l'épreuve pour conduite en état d'ivresse. En septembre 2007, il est à nouveau arrêté pour conduite en état d'ivresse et condamné en décembre à 48 jours de prison ferme.
Il a comme demi-frère l'acteur Rossif Sutherland qui joue notamment dans les séries Reign : Le Destin d'une reine et Unité 9.

## Théâtre
- 2011 : That Championship Season

## Filmographie

### Cinéma
- 1983 : Le Retour de Max Dugan (en) (Max Dugan Returns) de Herbert Ross : Bill
- 1984 : Un printemps sous la neige (The Bay Boy) de Daniel Petrie : Donald Campbell
- 1986 : Comme un chien enragé (At Close Range) de James Foley : Tim
- 1986 : Stand by Me de Rob Reiner : Ace Merrill
- 1987 : Génération perdue (The Lost Boys) de Joel Schumacher : David
- 1987 : Crazy Moon d'Allan Eastman : Brooks
- 1987 : L'Heure du crime (The Killing Time) de Rick King : The Stranger
- 1988 : Les Feux de la nuit (Bright Lights, Big City) de James Bridges : Tad
- 1988 : Promised Land de Michael Hoffman : Danny
- 1988 : Young Guns de Christopher Cain : Josiah « Doc » Scurlock
- 1988 : 1969 d'Ernest Thompson : Scott Denny : Scott Denny
- 1989 : Flic et Rebelle (Renegades) de Jack Sholder : Buster McHenry
- 1990 : L'Expérience interdite (Flatliners) de Joel Schumacher : Nelson Wright
- 1990 : Chicago Joe et la Showgirl (Chicago Joe and the Showgirl) de Bernard Rose : Karl Hulten
- 1990 : Flashback de Franco Amurri : John Buckner
- 1990 : Young Guns 2 de Geoff Murphy : Doc Scurlock
- 1990 : Le Prince Casse-Noisette (The Nutcracker Prince) de Paul Schilbi : Hans / le Prince Casse-Noisette (voix)
- 1992 : Twin Peaks: Fire Walk with Me de David Lynch : l'agent Sam Stanley
- 1992 : Des hommes d'honneur (A Few Good Men) de Rob Reiner : le lieutenant Jonathan Kendrick
- 1993 : Les Trois Mousquetaires (The Three Musketeers) de Stephen Herek : Athos
- 1993 : La Disparue (The Vanishing) de George Sluizer : Jeff Harriman
- 1994 : Deux Cow-boys à New York (The Cowboy Way) de Gregg Champion : Sonny Gilstrap
- 1996 : Freeway de Matthew Bright : Bob Wolverton
- 1996 : Le Droit de tuer ? (A Time to Kill) de Joel Schumacher : Freddie Lee Cobb
- 1996 : Au-delà des lois (Eye for an Eye) de John Schlesinger
- 1996 : Les Derniers Jours de Frankie la Mouche de Peter Markle : Joey
- 1997 : La Dernière Cavale (Truth or Consequences, N.M.) de lui-même : Curtis Freley
- 1998 : Dark City d'Alex Proyas : Dr Daniel Schreber
- 1998 : Ground Control (en) de Richard Howard : Jack Harris
- 1999 : Woman Wanted de lui-même : Wendell Goddard
- 2000 : L'Ombre de la séduction (The Right Temptation) de Lyndon Chubbuck : Michael Farrow Smith
- 2000 : Beat de Gary Walkow : William S. Burroughs
- 2001 : Cowboy Up de Xavier Koller : Hank Braxton
- 2001 : Pari à haut risque (Dead Heat) de Mark Malone
- 2001 : Chungkai, le camp des survivants (To End All Wars) de David L. Cunningham : le lieutenant Jim "Yankee" Reardon
- 2002 : Pour quelques minutes de bonheur (Behind the Red Door) de Matia Karrell : Roy
- 2002 : Desert Saints de Richard Greenberg : Arthur Banks
- 2003 : Phone Game (Phone Booth) de Joel Schumacher : The Caller
- 2003 : Le Petit Dinosaure : Les Longs-Cous et le Cercle de lumière (The Land Before Time X : The Great Longneck Migration) de  Charles Grosvenor : Brown (voix)
- 2003 : Gauguin (Paradise Found) de Mario Andreacchio : Paul Gauguin
- 2004 : Taking Lives, destins violés (Taking Lives) de D.J. Caruso : Hart
- 2005 : River Queen (en) de Vincent Ward : Doyle
- 2006 : The Sentinel de Clark Johnson : David Breckinridge
- 2006 : The Wild de Steve Williams : le lion Samson (voix)
- 2008 : Mirrors d'Alexandre Aja : Ben Carson
- 2009 : Monstres contre Aliens (Monsters vs Aliens) de Conrad Vernon : le général W. Putsch (voix)
- 2010 : Twelve de Joel Schumacher : le narrateur
- 2011 : Melancholia de Lars von Trier : John
- 2013 : L'Intégriste malgré lui (The Reluctant Fundamentalist) de Mira Nair : Jim Cross
- 2014 : Pompéi (Pompeii) de Paul W. S. Anderson : le sénateur Corvus
- 2014 : Forsaken : Retour à Fowler City de Jon Cassar : John Henry Clayton
- 2016 : Zoolander 2 (Zoolander No. 2) de Ben Stiller : Alpha Male
- 2017 : L'Expérience interdite : Flatliners (Flatliners) de Niels Arden Oplev : Dr Barry Wolfson
- 2017 : Where Is Kyra? d'Andrew Dosunmu : Doug
- 2022 : Le Contracteur (The Contractor) de Tarik Saleh : Rusty
- 2023 : Ils ont cloné Tyrone (They Cloned Tyrone) de Juel Taylor
- 2023 : L'Affaire de la mutinerie du Caine (The Caine Mutiny Court-Martial) de William Friedkin : le lieutenant commander Phillip Queeg
- 2024 : Juré n°2 (Juror #2) de Clint Eastwood : Larry Lasker

### Télévision
- 1986 : Blessure d'enfance (en) (Trapped in Silence) : Kevin Richter
- 1986 : La Loi du campus (Brotherhood of Justice) (téléfilm) de Charles Braverman : Victor
- 1993 : Hors-la-loi : Conflit (Last Light)
- 1996 : Duke of Groove : The Host
- 2000 : Qui a tué Alice ? ou L'Œil du tueur (After Alice)
- 2001-2010, 2014 : 24 Heures chrono (24) : Jack Bauer (204 épisodes)
- 2007 : Les Simpson (The Simpson) (série d'animation - voix originale, saison 18 épisode 21)
- 2008 : 24 Heures chrono : Redemption : Jack Bauer
- 2011 : The Confession de Brad Mirman : le tueur à gage (web-série en 10 épisodes)
- 2012-2013 : Touch : Martin Bohm
- 2016-2019 : Designated Survivor : le président des États-Unis Tom Kirkman
- 2020 : Le Fugitif : Clay Bryce
- 2023 : Rabbit Hole : John Weir

### Jeux vidéo
- 2006 : 24 Heures chrono, le jeu : Jack Bauer (voix originale)
- 2008 : Call of Duty: World at War : sergent Roebuck (voix originale)
- 2014 : Metal Gear Solid V: Ground Zeroes : Big Boss (voix originale)
- 2015 : Metal Gear Solid V: The Phantom Pain : Venom Snake, Big Boss (dans la mission 51 et les cassettes audio), Ishmael (voix originales)

## Distinctions

### Récompenses

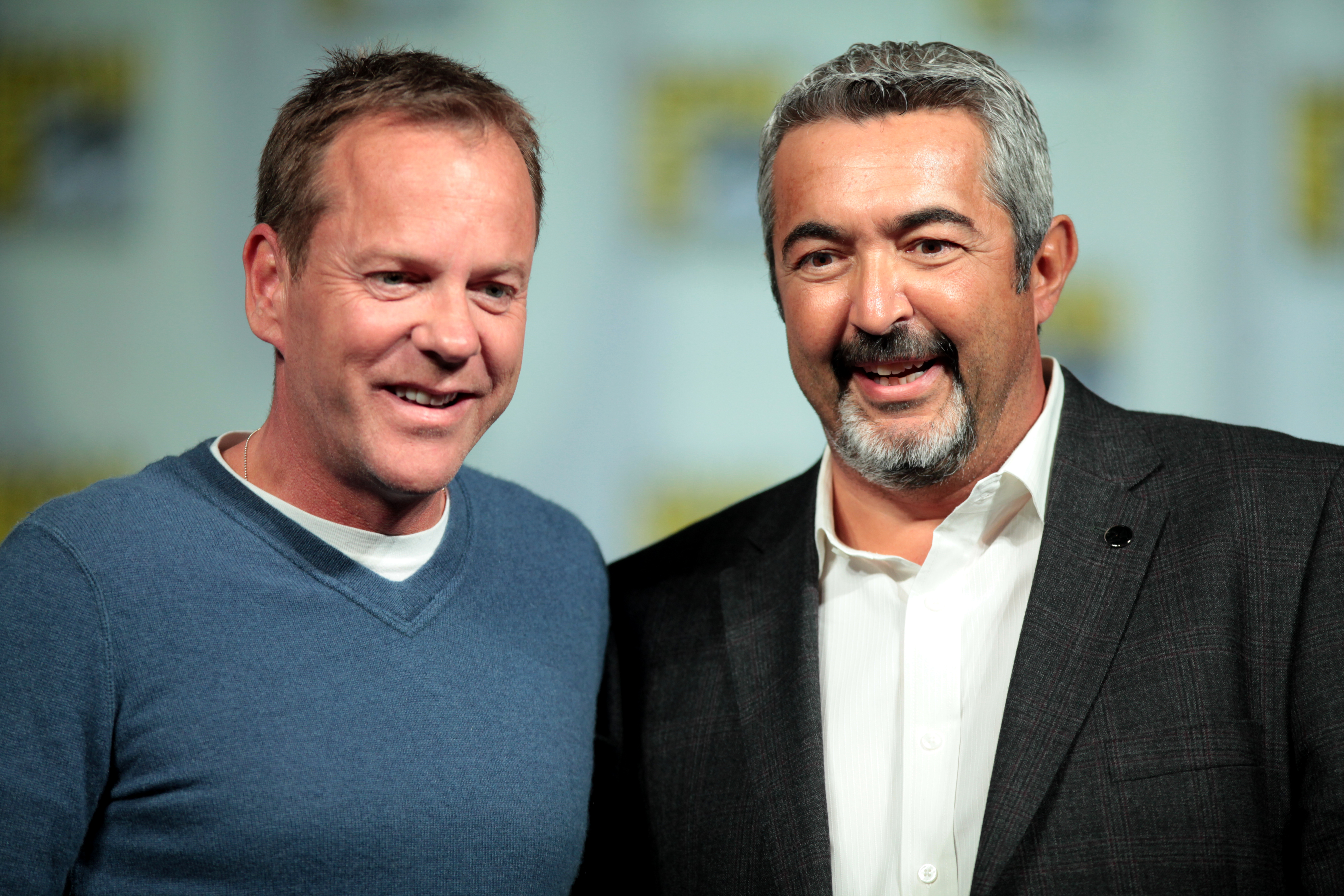
Aux côtés du réalisateur et producteur exécutif de 24 heures chrono, Jon Cassar, au Comic-Con de San Diego, en 2014

- 2000 : Slamdunk Film Festival du meilleur film pour Woman Wanted (1999).
- 59e cérémonie des Golden Globes 2002 : Meilleur acteur dans une série dramatique pour 24 heures chrono (24) (2001-2010) pour le rôle de Jack Bauer.
- 7e cérémonie des Satellite Awards 2002 : Meilleur acteur dans une série télévisée dramatique pour 24 heures chrono (24) (2001-2010) pour le rôle de Jack Bauer.
- 2003 : Aftonbladet TV Prize de la personnalité télé masculine étrangère dans une série télévisée dramatique pour 24 heures chrono (24) (2001-2010).
- Festival de télévision de Monte-Carlo 2003 : Lauréat du Prix Nymphe d'or du meilleur acteur dans une série télévisée dramatique pour 24 heures chrono (24) (2001-2010) pour le rôle de Jack Bauer.
- 8e cérémonie des Satellite Awards 2003 : Meilleur acteur dans une série télévisée dramatique pour 24 heures chrono (24) (2001-2010) pour le rôle de Jack Bauer.
- Festival de télévision de Monte-Carlo 2006 : Lauréat du Prix Nymphe d'or de la meilleure production internationale dans une série dramatique pour 24 heures chrono (2001-2010) (en tant que coproducteur exécutif) partagé avec Jon Cassar, Robert Cochran, Howard Gordon, Brian Grazer, Evan Katz et Joel Surnow
- 56e cérémonie des Primetime Emmy Awards 2004 : 
  - Meilleur acteur dans une série télévisée dramatique pour 24 heures chrono (24) (2001-2010) pour le rôle de Jack Bauer.
  - Meilleure série télévisée dramatique pour 24 heures chrono (2001-2010) (en tant que coproducteur exécutif) partagé avec Michael Klick, Brad Turner (producteurs), Robert Cochran, Howard Gordon, Brian Grazer, Evan Katz, Tony Krantz, Joel Surnow (producteurs exécutifs), Jon Cassar, Manny Coto, David Fury, Stephen Kronish et Michael Loceff (coproducteurs exécutifs)
- 12e cérémonie des Screen Actors Guild Awards 2006 : Meilleur acteur dans une série télévisée dramatique pour 24 heures chrono (24) (2001-2010) pour le rôle de Jack Bauer.

### Nominations
- 1985 : Genie Awards du meilleur acteur dans un drame pour Un printemps sous la neige (1985)
- 1995 : CableACE Awards du meilleur acteur dans une série dramatique pour Fallen Angels (1993).
- 1997 : MTV Movie Awards du meilleur méchant dans un thriller dramatique pour Le Droit de tuer ? (1996) ;
- 54e cérémonie des Primetime Emmy Awards 2002 : Meilleur acteur dans une série télévisée dramatique pour 24 heures chrono (24) (2001-2010) pour le rôle de Jack Bauer.
- 2002 : Television Critics Association Awards de la meilleure interprétation dans une série télévisée dramatique pour 24 heures chrono (24) (2001-2010) pour le rôle de Jack Bauer.
- 2003 : DVD Exclusive Awards du meilleur acteur pour Pari à haut risque (Dead Heat) (2001).
- 60e cérémonie des Golden Globes 2003 : Meilleur acteur dans une série dramatique pour 24 heures chrono (24) (2001-2010) pour le rôle de Jack Bauer.
- 55e cérémonie des Primetime Emmy Awards 2003 : Meilleur acteur dans une série télévisée dramatique pour 24 heures chrono (24) (2001-2010) pour le rôle de Jack Bauer.
- 9e cérémonie des Screen Actors Guild Awards 2003 : 
  - Meilleur acteur dans une série télévisée dramatique pour 24 heures chrono (24) (2001-2010) pour le rôle de Jack Bauer.
  - Meilleure distribution pour une série télévisée dramatique pour 24 heures chrono (2001-2010). partagé avec Reiko Aylesworth, Xander Berkeley, Carlos Bernard, Jude Ciccolella, Sarah Clarke, Elisha Cuthbert, Michelle Forbes, Laura Harris, Dennis Haysbert, Leslie Hope, Penny Johnson, Phillip Rhys et Sarah Wynter
- 2003 : Teen Choice Awards du meilleur acteur dans une série télévisée dramatique pour 24 heures chrono (24) (2001-2010) pour le rôle de Jack Bauer.
- 2003 : Television Critics Association Awards de la meilleure interprétation dans une série télévisée dramatique pour 24 heures chrono (24) (2001-2010) pour le rôle de Jack Bauer.
- 61e cérémonie des Golden Globes 2004 : Meilleur acteur dans une série dramatique pour 24 heures chrono (24) (2001-2010) pour le rôle de Jack Bauer.
- 2004 : MTV Movie Awards du meilleur vilain dans un thriller pour Phone Game (2004).
- 56e cérémonie des Primetime Emmy Awards 2004 : 
  - Meilleur acteur dans une série télévisée dramatique pour 24 heures chrono (24) (2001-2010) pour le rôle de Jack Bauer.
  - Meilleure série télévisée dramatique pour 24 heures chrono (2001-2010). (en tant que coproducteur exécutif) partagé avec Tim Iacofano (Producteur), Robert Cochran, Howard Gordon, Brian Grazer, Evan Katz, Tony Krantz, Joel Surnow (producteurs exécutifs), Jon Cassar, Stephen Kronish et Michael Loceff (coproducteurs exécutifs)
- 2004 : Television Critics Association Awards de la meilleure interprétation dans une série dramatique pour 24 heures chrono (24) (2001-2010) pour le rôle de Jack Bauer.
- Primetime Emmy Awards 2005 : 
  - Meilleur acteur dans une série télévisée dramatique pour 24 heures chrono (24) (2001-2010) pour le rôle de Jack Bauer.
  - Meilleure série télévisée dramatique pour 24 heures chrono (2001-2010) (en tant que coproducteur exécutif) partagé avec Tim Iacofano (Producteur), Robert Cochran, Howard Gordon, Brian Grazer, Evan Katz, Tony Krantz, Joel Surnow (producteurs exécutifs), Jon Cassar, Stephen Kronish et Michael Loceff (coproducteurs exécutifs)
- 11e cérémonie des Screen Actors Guild Awards 2005 : 
  - Meilleur acteur dans une série télévisée dramatique pour 24 heures chrono (24) (2001-2010) pour le rôle de Jack Bauer.
  - Meilleure distribution pour une série télévisée dramatique pour 24 heures chrono (2001-2010) partagé avec Reiko Aylesworth, Carlos Bernard, Elisha Cuthbert, James Badge Dale, Joaquim de Almeida, Dennis Haysbert, Mary Lynn Rajskub et Paul Schulze
- 2005 : Television Critics Association Awards de la meilleure interprétation dans une série télévisée dramatique pour 24 heures chrono (24) (2001-2010) pour le rôle de Jack Bauer.
- 63e cérémonie des Golden Globes 2006 : Meilleur acteur dans une série dramatique pour 24 heures chrono (24) (2001-2010) pour le rôle de Jack Bauer.
- 2006 : Teen Choice Awards du meilleur acteur dans une série télévisée dramatique pour 24 heures chrono (24) (2001-2010) pour le rôle de Jack Bauer.
- 2006 : Television Critics Association Awards de la meilleure interprétation dans une série télévisée dramatique pour 24 heures chrono (24) (2001-2010) pour le rôle de Jack Bauer.
- 2007 : Festival de télévision de Monte-Carlo du meilleur acteur dans une série télévisée dramatique pour 24 heures chrono (24) (2001-2010) pour le rôle de Jack Bauer.
- 64e cérémonie des Golden Globes 2007 : Meilleur acteur dans une série dramatique pour 24 heures chrono (24) (2001-2010) pour le rôle de Jack Bauer.
- 2007 : People's Choice Awards du meilleur acteur dans une série télévisée dramatique pour 24 heures chrono (24) (2001-2010) pour le rôle de Jack Bauer.
- Primetime Emmy Awards 2007 : Meilleur acteur dans une série télévisée dramatique pour 24 heures chrono (24) (2001-2010) pour le rôle de Jack Bauer.
- 33e cérémonie des Saturn Awards 2007 : Meilleur acteur dans une série télévisée dramatique pour 24 heures chrono (24) (2001-2010) pour le rôle de Jack Bauer.
- 13e cérémonie des Screen Actors Guild Awards 2007 : 
  - Meilleur acteur dans une série télévisée dramatique pour 24 heures chrono (24) (2001-2010) pour le rôle de Jack Bauer.
  - Meilleure distribution pour une série télévisée dramatique  pour 24 heures chrono (2001-2010). partagé avec Jayne Atkinson, Jude Ciccolella, Roger R. Cross, Gregory Itzin, Louis Lombardi, James Morrison, Glenn Morshower, Mary Lynn Rajskub, Kim Raver et Jean Smart
- 2008 : People's Choice Awards du meilleur acteur dans une série télévisée dramatique pour 24 heures chrono (24) (2001-2010) pour le rôle de Jack Bauer.
- 66e cérémonie des Golden Globes 2009 : Meilleur acteur dans une série dramatique pour 24 heures chrono (24) (2001-2010) pour le rôle de Jack Bauer.
- 2009 : People's Choice Awards du meilleur acteur dans une série télévisée dramatique pour 24 heures chrono (24) (2001-2010) pour le rôle de Jack Bauer.
- 61e cérémonie des Primetime Emmy Awards 2009 : Meilleur acteur dans une série télévisée dramatique pour 24 heures chrono (24) (2001-2010) pour le rôle de Jack Bauer.
- 15e cérémonie des Screen Actors Guild Awards 2009 : Meilleur acteur dans une série télévisée dramatique pour 24 heures chrono (24) (2001-2010) pour le rôle de Jack Bauer.
- 12e cérémonie des Teen Choice Awards 2010 : Meilleur acteur dans une série télévisée dramatique pour 24 heures chrono (24) (2001-2010) pour le rôle de Jack Bauer.
- Bodil Awards 2012 : Meilleur acteur dans un second rôle dans un drame pour Melancholia (2011).
- 14e cérémonie des Teen Choice Awards 2012 : Meilleur acteur dans une série dramatique pour Touch (2011).

## Voix francophones
En version française, Kiefer Sutherland est doublé par plusieurs comédiens durant les années 1980 et 1990 ainsi que le début des années 2000. De 1988 à 2000, il est notamment doublé à neuf reprises par Emmanuel Jacomy dans 1969, Les Feux de la nuit, L'Expérience interdite, La Disparue, Deux cow-boys à New York, Le Droit de tuer ?, Freeway, Dark City et Morceaux choisis, puis, Jacomy le retrouve en 2005 dans Pari à haut risque et dans Juré n° 2 en 2024. Il est également doublé à trois reprises par Vincent Violette dans Stand by Me, Des hommes d'honneur et Au-delà des lois ainsi que par Marc Saez dans Les Derniers Jours de Frankie la Mouche, Gauguin et Chungkai, le camp des survivants. Enfin, Jean-François Vlérick le double dans Un printemps sous la neige et Génération perdue tandis que son frère Dominique Collignon-Maurin lui prête sa voix dans Young Guns et Young Guns 2.
Il est doublé à titre exceptionnel par Bernard Demory dans La Loi du campus, Bernard-Pierre Donnadieu dans Flic et Rebelle, Yves-Marie Maurin dans Flashback, Patrick Poivey dans Article 99, Julien Kramer dans Twin Peaks: Fire Walk with Me, Bernard Alane dans Les Trois Mousquetaires, Bernard Métraux dans La Dernière Cavale et Bruno Carna dans L'Œil du tueur.
À partir de 2001 et la série 24 Heures chrono, Patrick Béthune devient sa voix régulière, le doublant jusqu'en 2017 dans plus d'une dizaine d'œuvres, dont Destins violés, The Sentinel, Mirrors, The Confession, Touch, Pompéi et L'Expérience interdite : Flatliners. Il meurt le 9 novembre 2017 alors qu'il le doublait dans la série Designated Survivor. En parallèle, il est doublé par Éric Herson-Macarel dans Phone Game, Jean-Michel Fête dans Twelve et Thierry Hancisse dans Melancholia.
Par la suite, les comédiens se succèdent sans qu'un remplaçant ne soit désigné. Loïc Houdré le remplace au cours de la deuxième saison de Designated Survivor, Gabriel Le Doze lui prête sa voix dans la mini-série The First Lady pendant que Serge Biavan l'imite dans Ils ont cloné Tyrone. En 2023, Matthieu Albertini le double à deux reprises dans Rabbit Hole et L'Affaire de la mutinerie du Caine.
En version québécoise, Pierre Auger et Alain Zouvi le doublent à quatre reprises, tandis qu'il est doublé à deux reprises par Patrick Chouinard. Jacques Brouillet, Antoine Durand, Gilbert Lachance et Manuel Tadros le double dans un film chacun.

## Discographie

### Albums studio
- 2016 : Down in a Hole
- 2019 : Reckless & Me
- 2022 : Bloor Street